# Óriás erdei skorpió
Az óriás erdei skorpió (Gigantometrus swammerdami) a skorpiófélék családjának egyik faja. India területén őshonos. Ez a világ legnagyobb skorpiófaja, hossza akár 23 cm is lehet, súlya pedig elérheti az 56 grammot.

## Leírása
Az állat színe az egységes vörösesbarnától a vörösesfeketéig terjed. A fiatalok jellemzően vörösesek, sárga méregtüskével. 16–20 pektinfoga van. Az ollói erősen lebenyformájúak. Az elülső láb teljes egészében nagy, lekerekített szemcsék borítják, de valódi karinák nélkül. A pedipalp térdkalácsnak nincs kifejezett belső gumója. Páncélja sima koronggal ellátott, amelynek szélei és hátsó része szemcsézett. A méregtüske hagymás és a hólyag hosszabb, mint a tüske hegye.
A faj neuroszekréciói nagyrészt azonosítottak.

## Ökológiája
Mérge általában nem veszélyes az emberre, mert kétségtelenül úgy fejlődött ki, hogy a zsákmányát a fogójával zúzva, nem pedig méreggel ölje meg. Az óriási erdei skorpiót gyakran látni trópusi esőerdőkben és más, mérsékelten meleg éghajlatú élőhelyen.
A faj otthonául választja a leromlott vagy félig leromlott termeszdombok belsejét, faodvakat, valamint a mezőgazdasági területeken található elhagyott patkány-vagy ráklyukakban. A hímek általában a nyáron aktívak, áprilistól júliusig. Ebben az időszakban jön ki odújából.

## Fordítás
- Ez a szócikk részben vagy egészben  a   Gigantometrus swammerdami című angol Wikipédia-szócikk fordításán alapul.  Az eredeti cikk szerkesztőit annak laptörténete sorolja fel. Ez a jelzés csupán a megfogalmazás eredetét és a szerzői jogokat jelzi, nem szolgál a cikkben szereplő információk forrásmegjelöléseként.